# Institut für Strahlwerkzeuge
Das Institut für Strahlwerkzeuge (IFSW) gehört zur Universität Stuttgart und ist organisatorisch Teil der Fakultät 7 (Konstruktions-, Produktions- und Fahrzeugtechnik).

## Geschichte
Das Institut für Strahlwerkzeuge wurde im Jahr 1986 mit Helmut Hügel als Institutsleiter mit dem Ziel gegründet, Fertigungsverfahren basierend auf Strahlung zu erforschen und deren Einführung in die industrielle Produktion zu unterstützen.
Der Schwerpunkt der Forschungsaktivitäten lag seit Institutsgründung vorrangig auf dem Strahlwerkzeug Laser. Dabei wurde von Beginn an ein ganzheitlicher Ansatz von der Entwicklung von Laserstrahlquellen über Untersuchungen zur  Wechselwirkung von Laserstrahlung mit Materie bis hin zur Verfahrensentwicklung verfolgt. Die Schwerpunkte dieser Untersuchungen liegen beim Laserschweißen, Laserschneiden, Laserbohren und Laserabtragen.
Internationale Bekanntheit erlangte das Institut vor allem durch die Entwicklung des Scheibenlasers, wofür die Arbeitsgruppe im Jahre 2002 mit dem Berthold Leibinger Innovationspreis ausgezeichnet wurde.

## Leitung
Im Jahr 2004 hat Thomas Graf die Institutsleitung übernommen.